# Гал Хамрані
Гал Хамрані (івр. גל חמרני; нар. 1 грудня 1992) — ізраїльська паралімпійська спортсменка, капітан жіночої збірної Ізраїлю з голболу. Срібна призерка літніх Паралімпійських ігор 2024 у Парижі.
Народилася з низкою вад зору, в результаті чого страждає від сліпоти на одне око та має обмеження зору іншим оком, щоб розрізняти темряву та світло. Проходила національну службу в складі Яд Сара.
У 13 років почала займатися голболом у складі «Бейт ха Лом», а у 15 років вперше взяла участь у змаганнях у Європі. У 2015 році команда виграла золоту медаль на Всесвітніх іграх для сліпих та людей із вадами зору.
У 2019 році команда виграла срібну медаль на чемпіонаті Європи.

## Зовнішні посилання
- Деталі участі у змаганнях Паралімпійських ігор на офіційному сайті IPC (англ.)